# Francisco Veza Fragoso
Francisco Nicolás Veza Fragoso, meglio noto come Paqui (Alicante, 6 dicembre 1970), è un ex calciatore spagnolo, di ruolo difensore.
Si è ritirato nel 2004, dopo aver giocato per diverse squadre spagnole: Barcellona B, Deportivo Tenerife, Real Saragozza, Hercules, Las Palmas e Osasuna.
Fu campione olimpico nel 1992 giocando in squadra con, tra gli altri, Josep Guardiola, Kiko e Albert Ferrer. Molto conosciuto per il lungo taglio di capelli, giocò sempre sulla linea difensiva, alternando partite da terzino a partite da centrale.

## Palmarès

### Nazionale
- Oro olimpico: 1

Barcellona 1992